# Yulián Sojotski
Yulián Vasílievich Sojotski (en ruso: Юлиан Васильевич Сохоцкий; en polaco: Julian Karol Sochocki; 2 de febrero de 1842 - 14 de diciembre de 1927) fue un matemático ruso-polaco. Su nombre se ha transcrito del ruso de varias formas diferentes (por ejemplo, Sokhotski o Sochotski).

## Semblanza
Sojotski nació en 1842 en Varsovia (Zarato de Polonia), entonces bajo el dominio ruso, en el seno de una familia de origen polaco. Se educó en un liceo público de su ciudad natal, y en 1860 se matriculó en el departamento de física-matemática de la Universidad de San Petersburgo. Sus estudios se vieron interrumpidos durante el período 1860-1865 debido a su participación en el movimiento nacionalista polaco, y tuvo que regresar a Varsovia para escapar de la persecución policial.
En 1866 se graduó en el Departamento de Física y Matemáticas de la Universidad de San Petersburgo; en 1868 recibió su maestría; y en 1873 obtuvo su doctorado. La disertación de su maestría, prácticamente el primer texto en la literatura matemática rusa sobre el método de Cauchy sobre residuos, se publicó en 1868. La disertación en sí contiene muchos conceptos originales, que también se han atribuido a otros matemáticos. Su tesis doctoral contiene el teorema de Sojotski-Plemelj.
A partir de 1868 dio clases en la Universidad de San Petersburgo, primero como "docente privado", desde 1882 como profesor ordinario y desde 1893 como profesor meritorio. En 1894 fue elegido miembro correspondiente de la Academia Polaca de Artes y Ciencias.
Murió el 14 de diciembre de 1927 en un asilo de ancianos en San Petersburgo.
Es recordado principalmente por el teorema de Casorati-Sojotski-Weierstrass y por el teorema de Sojotski-Plemelj.

## Publicaciones seleccionadas
- Теорiя интегральныхъ вычетовъ с нѣкоторыми приложенiями (Una teoría de los residuos integrales con algunas aplicaciones) (1868)
- Объ определенныхъ интегралахъ и функцiяхъ употребляемыхъ при разложенiяхъ въ ряды
- О суммахъ Гаусса и о законе взаимности символа Лежандра (Sobre las sumas de Gauss y la ley de reciprocidad del símbolo de Legendre) (1877)
- Высшая алгебра (Álgebra superior) (San Petersburgo, 1882)
- Теорiя чиселъ (Teoría de números) (San Petersburgo, 1888)
- Начало общего наибольшего делителя въ применении к теорiи делимости алгебраическихъ чисели

JFM 25.0300.01, JFM 25.0297.04